# Atletisme als Jocs Olímpics d'Estiu de 2024 - 3000m obstacles masculí
La prova de 3000m obstacles masculina d'Atletisme als Jocs Olímpics de París 2024 va ser la 25a edició de l'esdeveniment en unes Olimpíades. La prova es va disputar entre el 5 i el 7 d'agost del 2024 a l'Stade de France de París.
El marroquí Soufiane El Bakkali va guanyar la medalla d'or després d'imposar-se a la final amb un temps de 8:06.05 minuts. Amb aquesta victòria, el marroquí es convertia en un dels 4 atletes més guardonat en la història de la competició i a més aconseguia revalidar el títol olímpic per primera vegada des de 1932. La medalla de plata fou per l'estatunidenc Kenneth Rooks qui va fer una marca personal de 8:06.41 minuts, mentre que la medalla de bronze se la va endur el kenyà Abraham Kibiwot amb un temps de 8:06.47 minuts.
L'equip de Kenya és amb diferència, la selecció més guardonada, amb 11 medalles d'or, 7 medalles de plata i 6 medalles de bronze, en les 25 edicions que l'esdeveniment ha estat present als Jocs Olímpics. Els kenyans Ezekiel Kemboi i Julius Korir, el finlandès Volmari Iso-Hollo i el marroquí Soufiane El Bakkali, amb 2 medalles d'or cadascú, són els atletes més guardonats en tota la història de la competició.

## Format
Els 3.000 metres obstacles són una prova que consisteix en fer 7 voltes i mitja al voltant de la pista olímpica superant obstacles. La competició va començar amb la fase de Heats (on hi va haver 3 sèries). Els 5 primers atletes es van classificar per la final. La final la van disputar 15 corredors i els 3 atletes que van quedar al capdavant, van obtenir les medalles.

## Classificació
Hi havia dues maneres de classificar-se per la prova olímpica. La forma principal fou superant la marca estàndard de classificació (que per aquesta edició eren 8:15.00 minuts), en qualsevol prova organitzada o supervisada per la Federació Internacional d'Atletisme, entre l'1 de juliol de 2023 i el 30 de juny de 2024. A continuació es van classificar 13 atletes segons el rànquing atlètic i finalment hi va haver 5 places reallotjades, d'atletes ja classificats que van declinar o no van poder participar a la prova.
| Mètode de classificació    | Places | País         | Atleta                |
| -------------------------- | ------ | ------------ | --------------------- |
| Marca estàndard - 8:15.00' | 3      | Etiòpia      | Samuel Firewu         |
| Marca estàndard - 8:15.00' | 3      | Etiòpia      | Lamecha Girma         |
| Marca estàndard - 8:15.00' | 3      | Etiòpia      | Getnet Wale           |
| Marca estàndard - 8:15.00' | 3      | Kenya        | Abraham Kibiwot       |
| Marca estàndard - 8:15.00' | 3      | Kenya        | Simon Koech           |
| Marca estàndard - 8:15.00' | 3      | Kenya        | Amos Serem            |
| Marca estàndard - 8:15.00' | 2      | França       | Louis Gilavert        |
| Marca estàndard - 8:15.00' | 2      | França       | Alexis Miellet        |
| Marca estàndard - 8:15.00' | 2      | Marroc       | Soufiane El Bakkali   |
| Marca estàndard - 8:15.00' | 2      | Marroc       | Mohamed Tindouft      |
| Marca estàndard - 8:15.00' | 2      | Tunísia      | Ahmed Jaziri          |
| Marca estàndard - 8:15.00' | 2      | Tunísia      | Mohamed Amin Jhinaoui |
| Marca estàndard - 8:15.00' | 1      | Alemanya     | Karl Bebendorf        |
| Marca estàndard - 8:15.00' | 1      | Espanya      | Daniel Arce           |
| Marca estàndard - 8:15.00' | 1      | Estats Units | James Corrigan        |
| Marca estàndard - 8:15.00' | 1      | Índia        | Avinash Sable         |
| Marca estàndard - 8:15.00' | 1      | Japó         | Ryuji Miura           |
| Marca estàndard - 8:15.00' | 1      | Nova Zelanda | George Beamish        |
| Rànquing atlètic           | 2      | Austràlia    | Ben Buckingham        |
| Rànquing atlètic           | 2      | Austràlia    | Matthew Clarke        |
| Rànquing atlètic           | 2      | Itàlia       | Osama Zoghlami        |
| Rànquing atlètic           | 2      | Itàlia       | Yassin Bouih          |
| Rànquing atlètic           | 2      | Estats Units | Kenneth Rooks         |
| Rànquing atlètic           | 2      | Estats Units | Matthew Wilkinson     |
| Rànquing atlètic           | 1      | Andorra      | Nahuel Carabaña       |
| Rànquing atlètic           | 1      | Alemanya     | Frederik Ruppert      |
| Rànquing atlètic           | 1      | Canadà       | Jean-Simon Desgagnés  |
| Rànquing atlètic           | 1      | França       | Nicolas-Marie Daru    |
| Rànquing atlètic           | 1      | Japó         | Ryoma Aoki            |
| Rànquing atlètic           | 1      | Marroc       | Faid el Mostafa       |
| Rànquing atlètic           | 1      | Uganda       | Leonard Chemutai      |
| Places reallotjades        | 1      | Alemanya     | Velten Schneider      |
| Places reallotjades        | 1      | Algèria      | Bilal Tabti           |
| Places reallotjades        | 1      | Finlàndia    | Topi Raitanen         |
| Places reallotjades        | 1      | Luxemburg    | Ruben Querinjean      |
| Places reallotjades        | 1      | Txèquia      | Tomas Habarta         |

## Rècords
Abans de la prova, els rècords eren els següents:
| Rècord             | Atleta                | Temps   | Lloc           | Data                  |
| ------------------ | --------------------- | ------- | -------------- | --------------------- |
| Rècord del Món     | Lamecha Girma         | 7:52.11 | París          | 9 de juny de 2023     |
| Rècord Olímpic     | Conseslus Kipruto     | 8:03.28 | Rio de Janeiro | 17 d'agost de 2016    |
| Rècord Àfrica      | Lamecha Girma         | 7:52.11 | París          | 9 de juny de 2023     |
| Rècord Àsia        | Saif Saaeed Shaheen   | 7:53.63 | Brussel·les    | 3 de setembre de 2004 |
| Rècord Europa      | Mahiedine Mekhissi    | 8:00.09 | París          | 6 de juliol de 2013   |
| Rècord NACAC       | Evan Jager            | 8:00.45 | París          | 4 de juliol de 2015   |
| Rècord Oceania     | Geordie Beamish       | 8:09.64 | París          | 7 de juliol de 2024   |
| Rècord Sud-amèrica | Wander do Prado Moura | 8:14.41 | Mar del Plata  | 22 de marça de 1995   |

## Competició

### 1a ronda
La ronda preliminar es va disputar el 5 d'agost del 2024 a partir de les 19:04h. Es van classificar per la final, els 5 primers de cada sèrie.

#### Sèrie 1
| Posició | Atleta              | País         | Temps     |
| ------- | ------------------- | ------------ | --------- |
| 1       | Soufiane El Bakkali | Marroc       | 8:17.90 Q |
| 2       | Leonard Chemutai    | Uganda       | 8:18.19 Q |
| 3       | Getnet Wale         | Etiòpia      | 8:18.25 Q |
| 4       | Daniel Arce         | Espanya      | 8:18.31 Q |
| 5       | Ahmed Jaziri        | Tunísia      | 8:18.33 Q |
| 6       | Amos Serem          | Kenya        | 8:18.41 q |
| 7       | Karl Bebendorf      | Alemanya     | 8:20.46   |
| 8       | Nicolas-Marie Daru  | França       | 8:20.52   |
| 9       | Ruben Querinjean    | Luxemburg    | 8:27.97   |
| 10      | James Corrigan      | Estats Units | 8:36.67   |
| 11      | Yassin Bouih        | Itàlia       | 8:40.34   |
| 12      | Bilal Tabti         | Algèria      | 9:04.81   |

#### Sèrie 2
| Posició | Atleta            | País         | Temps        |
| ------- | ----------------- | ------------ | ------------ |
| 1       | Mohamed Tindouft  | Marroc       | 8:10.62 Q PB |
| 2       | Samuel Firewu     | Etiòpia      | 8:11.61 Q    |
| 3       | Abraham Kibiwot   | Kenya        | 8:12.02 Q    |
| 4       | Ryuji Miura       | Japó         | 8:12.41 Q    |
| 5       | Avinash Sable     | Índia        | 8:15.43 Q    |
| 6       | Matthew Wilkinson | Estats Units | 8:16.82      |
| 7       | Nahuel Carabaña   | Andorra      | 8:19.44      |
| 8       | Osama Zoghlami    | Itàlia       | 8:20.52      |
| 9       | Alexis Miellet    | França       | 8:22.08      |
| 10      | Velten Schneider  | Alemanya     | 8:25.75      |
| 11      | Matthew Clarke    | Austràlia    | 8:49.85      |
| 12      | Tomas Habarta     | Txèquia      | DNF          |

#### Sèrie 3
| Posició | Atleta                | País         | Temps     |
| ------- | --------------------- | ------------ | --------- |
| 1       | Lamecha Girma         | Etiòpia      | 8:23.89 Q |
| 2       | Kenneth Rooks         | Estats Units | 8:24.95 Q |
| 4       | Simon Koech           | Kenya        | 8:24.95 Q |
| 4       | Mohamed Amin Jhinaoui | Tunísia      | 8:25.24 Q |
| 5       | Jean-Simon Desgagnés  | Canadà       | 8:25.28 Q |
| 6       | Frederik Ruppert      | Alemanya     | 8:25.31   |
| 7       | George Beamish        | Nova Zelanda | 8:25.86   |
| 8       | Ryoma Aoki            | Japó         | 8:29.03   |
| 9       | Louis Gilavert        | França       | 8:29.16   |
| 10      | Ben Buckingham        | Austràlia    | 8:32.12   |
| 11      | Topi Raitanen         | Finlàndia    | 8:33.12   |
| 12      | Faid el Mostafa       | Marroc       | 8:39.48   |

### Final
La final es va disputar el 7 d'agost del 2024 a les 21:43h.
| Posició | Atleta                | País         | Temps      |
| ------- | --------------------- | ------------ | ---------- |
| 1       | Soufiane El Bakkali   | Marroc       | 8:06.05    |
| 2       | Kenneth Rooks         | Estats Units | 8:06.41 PB |
| 3       | Abraham Kibiwot       | Kenya        | 8:06.47    |
| 4       | Mohamed Amin Jhinaoui | Tunísia      | 8:07.73 NR |
| 5       | Ahmed Jaziri          | Tunísia      | 8:08.02 PB |
| 6       | Samuel Firewu         | Etiòpia      | 8:08.87    |
| 7       | Simon Koech           | Kenya        | 8:09.26    |
| 8       | Ryuji Miura           | Japó         | 8:11.72    |
| 9       | Getnet Wale           | Etiòpia      | 8:12.33    |
| 10      | Daniel Arce           | Espanya      | 8:13.80    |
| 11      | Avinash Sable         | Índia        | 8:14.18    |
| 12      | Mohamed Tindouft      | Marroc       | 8:14.82    |
| 13      | Jean-Simon Desgagnés  | Canadà       | 8:19.31    |
| 14      | Amos Serem            | Kenya        | 8:19.74    |
| 15      | Leonard Chemutai      | Uganda       | 8:20.03    |
| 16      | Lamecha Girma         | Etiòpia      | DNF        |

## Medaller històric
| Posició | País              | Or | Argent | Bronze | Total |
| ------- | ----------------- | -- | ------ | ------ | ----- |
| 1       | Kenya             | 11 | 7      | 6      | 24    |
| 2       | Finlàndia         | 4  | 3      | 2      | 9     |
| 3       | Regne Unit        | 2  | 2      | 2      | 6     |
| 4       | Suècia            | 2  | 1      | 1      | 4     |
| 5       | Polònia           | 2  | 1      | 0      | 3     |
| 6       | Marroc            | 2  | 0      | 1      | 3     |
| 7       | Estats Units      | 1  | 3      | 3      | 7     |
| 8       | Bèlgica           | 1  | 0      | 0      | 1     |
| 9       | França            | 0  | 3      | 2      | 5     |
| 10      | URSS              | 0  | 2      | 2      | 4     |
| 11      | Etiòpia           | 0  | 1      | 1      | 2     |
| 12      | Tanzània          | 0  | 1      | 0      | 1     |
| 12      | Hongria           | 0  | 1      | 0      | 1     |
| 14      | Itàlia            | 0  | 0      | 2      | 2     |
| 15      | Alemanya de l'Est | 0  | 0      | 1      | 1     |
| 15      | Noruega           | 0  | 0      | 1      | 1     |
| 15      | Alemanya          | 0  | 0      | 1      | 1     |